# Shoichi Sakata
Shoichi Sakata (坂田 昌一, Sakata Shōichi) né le 18 janvier 1911 à Tokyo et mort le 16 octobre 1970 à Nagoya est un physicien et marxiste japonais, renommé internationalement pour ses travaux théoriques sur les particules subatomiques,. Précurseur, il théorisa en 1956, huit ans avant le modèle de quarks de Murray Gell-Mann, une première classification des hadrons, le modèle de Sakata. Il participa aux travaux expliquant l'oscillation des neutrinos, la matrice PMNS, aux travaux de Hideki Yukawa sur les mésons et publia avec Inoue la théorie du double-méson.
Après la fin de la Seconde Guerre mondiale, il rejoint d'autres physiciens dans une campagne pour la pacification de l'usage de l'énergie nucléaire.

## Vie et carrière

### Jeunesse et études
Sakata est né à Tokyo, aîné d'une fraterie de six enfants, fils de Tastue et Mikita Sakata. Le parrain de Sakata est un premier ministre japonais, Katsura Tarō, pour qui Mikita fut secrétaire. Pendant ses études dans la région de la Préfecture de Hyōgo, il suivit les cours des physiciens Bunsaku Arakatsu et Ishihara Jun. Il rencontra, pendant ses études, Katō Tadashi, un des traducteurs en japonais de Dialectique de la nature (1883) de Friedrich Engels. Sakata désignera plus tard que les travaux d'Engels dans cet ouvrage ainsi que ceux de Lénine dans Matérialisme et empiriocriticisme (1909) comme fondements de sa pensée ,.

### Université et carrière de physicien
En 1930, il intègre l'Université impériale de Kyoto. Son grand-oncle, Yoshio Nishina, y a donné des cours sur la mécanique quantique, c'est pendants ces cours que Shoichi Sakata rencontre Hideki Yukawa et Sin-Itiro Tomonaga, qui seront plus tard les deux premiers prix nobels japonais respectivement en 1949 et en 1965. Sakata travaillera avec eux après l'université, à partir de 1933, au sein du RIKEN. En 1934, accompagné de Yukawa, il va travailler à l'Université impériale d'Ōsaka. L'année suivante, en 1935, sortira son premier article sur les mésons à partir de travaux en collaboration étroite avec Sakata. Ils sont les premiers à évoquer l'existence possible de la particule d’interaction nucléaire forte neutre π0 . Sakata et Yukawa retournent à l'Université impériale de Kyoto en tant que maîtres de conférence en 1939. 
En 1942, Sakata et Inoue publient leur théorie du double-méson.

## Influence de Sakata
La symétrie en U(3), trouvée par le Modèle de Sakata  servit quelques années plus tard comme principe conducteur pour la construction du modèle de quarks de Gell-Mann et Zweig. La théorie du double-méson de Sakata et Inoue fut reconnue mondialement dès les années 1950.
Les prix Nobel de physique de 2008, Yoichiro Nambu, Toshihide Maskawa et Makoto Kobayashi, qui reçurent le prix pour leurs travaux sur la brisure spontanée de symétrie, ont tous évolué sous sa tutelle et son influence. 
Ses travaux ont aussi influencé les travaux autour de la matrice CKM et les stades quantiques des quarks. 
L'oscillation des neutrinos, expliquée dès 1957 par la matrice PMNS, a été pour la première fois expérimentalement vérifiée en 2015 (prix Nobel de physique de cette année). 
Kent Staley, philosophe des sciences, décrit l'influence et souligne l'importance des chercheurs de Nagoya, dont fait partie Sakata, et leur Modèle de Nagoya. A l'instar de Sakata, plusieurs de ses collègues de Nagoya se sont déclarés favorables ou influencés par le matérialisme dialectique, Staley essaye de comprendre l'influence qu'aurait pu avoir ces prises de position philosophiques sur leurs visions et travaux scientifiques théoriques. Malgré tout l'ensemble de leurs travaux restèrent plutôt méconnus aux US et en Occident, soulignant les difficultés que peuvent surgir de l'isolation de travaux d'une même communauté scientifique . 